# Zombie (álbum sencillo)
Zombie es el quinto álbum sencillo del grupo femenino surcoreano Everglow. Fue lanzado por Yuehua Entertainment el 10 de junio de 2024 y contiene tres pistas, incluido el sencillo principal del mismo nombre.

## Antecedentes y lanzamiento
El 2 de mayo de 2024, en el concierto [All My Girls] en Tokio, las miembros de Everglow dijeron: «Estamos trabajando duro en los preparativos de nuestro regreso, esperen ver un lado nuestro que nunca hemos mostrado antes». El 20 de mayo, Everglow anunció oficialmente el lanzamiento de su quinto álbum sencillo, Zombie. Un día después, se publicó el calendario promocional. El 29 de mayo, se publicó la lista de canciones con «Zombie» anunciada como sencillo principal. Los avances del vídeo musical de «Zombie» fueron publicados el 3 y 4 de junio. El 7 de junio, se lanzó el highlight medley. El álbum sencillo fue lanzado junto con el vídeo musical de «Zombie» el 10 de junio.

## Lista de canciones
| CD / Descarga digital |              |                                                                           |                                                                        |                      |          |  |
| N.º                   | Título       | Letras                                                                    | Música                                                                 | Producción           | Duración |  |
| 1.                    | «Zombie»     | Gina Kushka, Dalton Diehl, Ahn Young-joo (MUMW), Young (MUMW), Claire, 72 | Ray Romulus, Jonathan Yip, Jeremy Reeves, Luke Milano, Jeff Baranowski | The Stereotypes, 9am | 3:19     |  |
| 2.                    | «Colourz»    | Young (MUMW), 72                                                          | David Anthony, Anna Timgren, 72                                        | Bangkok              | 3:08     |  |
| 3.                    | «Back 2 Luv» | Young (MUMW), 72                                                          | David Anthony, Julia Bognar Finnseter (Blueprint), 72                  | Bangkok              | 3:18     |  |
| 9:45                  |              |                                                                           |                                                                        |                      |          |  |

## Créditos y personal
Adaptado de las notas del álbum sencillo.

#### Músicos
- Everglow – voces solistas
- Sophia Pae – coros
- The Stereotypes – producción, batería, bajo, guitarra, sintetizador (pista 1)
- 9am – producción, batería, bajo, guitarra, sintetizador (pista 1)
- Gina Kushka – arreglo vocal (pista 1)
- Dalton Diehl – arreglo vocal (track 1)
- 72 – dirección vocal
- Bangkok – producción, batería, bajo, guitarra, sintetizador, teclado (pistas 2 y 3)
- Anna Timgren – arreglo vocal (pistas 2 y 3)

#### Técnicos
- Jang Woo-young – grabación
- Woooooo0 – edición digital
- The Aaron Mattes – mezcla (pista 1)
- Tiernan Cranny – máster (pista 1)
- Bangkok – mezcla (pistas 2 y 3)
- Kwon Nam-woo – máster (pistas 2 y 3)

#### Estudios
- Doob Doob Studio – grabación
- MWF Hives – edición digital
- Six 1 Seven Studios – mezcla (pista 1)
- Nooks and Crannies – máster (pista 1)
- 821 Sound Mastering – máster (pistas 2 y 3)

## Posicionamiento en listas
| Lista (2024)                       | Mejor posición |
| ---------------------------------- | -------------- |
| Corea del Sur (Circle Album Chart) | 9              |

## Historial de lanzamiento
| País          | Fecha               | Formato                    | Sello                |
| ------------- | ------------------- | -------------------------- | -------------------- |
| Varios        | 10 de junio de 2024 | Descarga digital streaming | Yuehua Entertainment |
| Corea del Sur | 10 de junio de 2024 | CD                         | Yuehua Entertainment |